# Alma Bridwell White
Alma Bridwell White, née Mollie Alma Bridwell le 16 juin 1862 et morte le 26 juin 1946, est la fondatrice de la Pillar of Fire International (Église internationale de la Colonne de feu),, dont elle fut pasteur et surtout évêque de 1918 à sa mort. Elle a donc été la première femme à avoir été consacrée évêque (méthodiste) aux États-Unis. Elle est connue pour ses positions à la fois féministes, anticatholiques, antisémites, suprémaciste et racistes, son organisation étant l'une des rares congrégations religieuses à revendiquer une proximité avec le Ku Klux Klan.

## Biographie
Mollie Alma Bridwell naquit à Kinniconick, Kentucky le 16 juin 1862.
Le pasteur méthodiste du mouvement de sanctification William Baxter Godbey obtint sa conversion à l'âge de 16 ans au cours d'une réunion du Réveil dans une école du Kentucky.
Elle fit des études supérieures au Collège féminin de Millersburg (Kentucky). Seule de sa fratrie de 7 sœurs, elle releva le défi de se rendre au Montana, alors encore un territoire sauvage, à l’invitation d'une de ses tantes. En 1882, à 19 ans, elle partit seule s'installer à Bannack, Montana, pour y enseigner à l'école publique. Elle poursuivit sa carrière d’enseignante au séminaire méthodiste de Salt Lake City.
Le 21 décembre 1887, elle épousa Kent White (1860–1940), qui poursuivait ses études de théologie méthodiste à l'époque. Ils eurent deux fils, Ray Bridwell White and Arthur Kent White.
Kent et Alma White ouvrirent une Église méthodiste-pentecôtiste (mouvement de sanctification) à Denver, Colorado en décembre 1901. Alma y conduisit des chants et même des services religieux complets. En 1907, une riche veuve, Caroline Garretson, offrit une maison pour y établir une communauté religieuse à Zarephath (New Jersey). Sous la conduite de Kent et Alma White, ce lieu devint le siège principal de l'Église de la Colonne de Feu, mais en 1909 les deux époux se séparent après que Kent se soit converti au pentecôtisme.
L'Église de la Colonne de Feu prit alors ses distances avec le pentecôtisme, contre lequel Alma White écrivit d'ailleurs un violent pamphlet en 1936 (Demons and Tongues).
En 1918, Alma White fut consacrée évêque méthodiste par William Baxter Godbey, et fut donc la première femme évêque aux États-Unis.
Elle fonda et dirigea la revue The Good Citizen (Le bon citoyen), une publication mensuelle politique et religieuse, fort soutien du Ku Klux Klan, parue de 1913 à 1933. Toutefois elle prit ses distances avec le Klan au début des années 1930 après que le Klan ait connu une série de scandales. Elle amenda ses publications précédentes mais maintint sa ligne générale raciste.
Elle est l'auteur de 23 livres et ouvrages.
À sa mort à 84 ans (à Zarephath (New Jersey)), elle avait développé l'Église de la Colonne de Feu jusqu'à compter 4 000 membres, 61 paroisses, 7 écoles, 10 revues et 2 stations de radio.

## Sources
- (en) Cet article est partiellement ou en totalité issu de l’article de Wikipédia en anglais intitulé « Alma Bridwell White » (voir la liste des auteurs).
- (en) Robert Dale McHenry, Famous American women : a biographical dictionary from colonial times to the present, New York, Dover publ., 1983, 482 p. (ISBN 0-486-24523-3, lire en ligne)
- (en) « Fundamentalist Pillar », Time magazine,‎ 8 juillet 1946 (lire en ligne, consulté le 18 janvier 2016) « Fundamentalist ecstasy and hallelujah-shouting were a vital part of masterful, deep-voiced Alma White's faith. On it she built a sect called Pillar of Fire — with 4,000 followers, 61 churches, seven schools, ten periodicals and two broadcasting stations. Last week, as it must even to 'the only woman bishop in the world,' Death came to the Pillar of Fire's 84-year-old founder. »